# Notophthiracarus costai
Notophthiracarus costai är en kvalsterart som först beskrevs av John Muirhead Macfarlane och Sheals 1965.  Notophthiracarus costai ingår i släktet Notophthiracarus och familjen Phthiracaridae. Inga underarter finns listade i Catalogue of Life.